# Dominique Wilkins
Jacques Dominique Wilkins (nascido em 12 de janeiro de 1960) é um ex-jogador de basquete profissional americano que jogou principalmente no Atlanta Hawks da National Basketball Association (NBA). Wilkins foi nove vezes selecionado para o All-Star Game e é amplamente visto como um dos melhores em enterradas da história da NBA, ganhando o apelido de "The Human Highlight Film" (O melhores momentos humano).
Em 2006, Wilkins foi introduzido no Naismith Memorial Basketball Hall of Fame.
Além de suas 11 temporadas com o Hawks, Wilkins teve passagens curtas no Los Angeles Clippers, no Boston Celtics, no Panathinaikos (um time da Liga Grega de Basquete, onde ele conquistou seus primeiros títulos, a Euroliga e a Taça da Grécia), Fortitudo Bologna (uma equipa da Liga Italiana de Basquetebol), San Antonio Spurs e Orlando Magic antes de se aposentar em 1999.

## Juventude e faculdade
Wilkins nasceu em Paris enquanto seu pai trabalhava lá como aviador na Força Aérea dos EUA. A família de Wilkins então se mudou para Dallas e Baltimore antes de se estabelecer em Washington, Carolina do Norte, onde estudou na Washington High School. Ele foi MVP consecutivo nos títulos estaduais Classe 3-A da equipe (1978-1979).
Wilkins estave na seção "Faces in the Crowd" da Sports Illustrated enquanto estava no colégio por um desempenho em um jogo contra uma escola de classificação superior na qual registrou 48 pontos, 27 rebotes, 9 enterradas e 8 bloqueios.
Wilkins então estrelou no McDonald's All-American Game, The Capital Classic, The Kentucky Derby Festival Classic e The Dapper Dan Classic All-Star Games. Ele fez 16 pontos e 12 rebotes no McDonald's, 26 pontos na Capital e 22 pontos no Derby Classic.
Ele entrou na Universidade da Geórgia em 1979 com uma reputação estabelecida como um jogador excitante. Wilkins teve uma média de 21,6 pontos por jogo ao longo de sua carreira e foi nomeado Jogador do Ano no Basquete Masculino da SEC em 1981. Ele deixou a universidade após seu primeiro ano.

## Carreira profissional

### Atlanta Hawks
Wilkins foi selecionado como a terceira escolha geral (atrás de James Worthy e Terry Cummings) pelo Utah Jazz no Draft de 1982. No entanto, Wilkins não estava disposto a jogar em Utah. Ao mesmo tempo, o Jazz estava se recuperando de problemas de fluxo de caixa. Como resultado, o Jazz trocou Wilkins com o Atlanta Hawks em troca de John Drew, Freeman Williams e $ 1 milhão em dinheiro. Apesar da relutância de Wilkins em jogar em Utah, a negociação é agora considerada uma das negociações mais desequilibradas da história da NBA, já que Drew e Williams jogariam quatro temporadas combinadas pelo Jazz.
Wilkins teve uma média de mais de 25 pontos por jogo por dez temporadas consecutivas e conquistou um título de pontuação em 1985-86 com uma média de 30,3 pontos por jogo.
Wilkins foi fundamental para a proeminência dos Hawks na década de 1980, quando a franquia registrou quatro temporadas consecutivas de 50 vitórias. Quando Wilkins entrou na casa dos trinta e os Hawks precisaram de uma contribuição mais abrangente de sua estrela, Wilkins teve uma média de 9,0 rebotes e 3,0 assistências durante a temporada de 1990-91.
Ele registrou 26.668 pontos e 7.169 rebotes em sua carreira na NBA. Em 2019, ele estava na 13º posição na lista de pontuação da NBA.
O apelido de Wilkins foi "The Human Highlight Film" por sua habilidade atlética e enterradas. Sua marca registrada foi uma poderosa enterrada com uma ou duas mãos que ele usou para capturar os títulos do concurso de enterrada em 1985 e 1990. Como jogador de basquete, ele era conhecido como um artilheiro acrobático, um excelente finalizador e uma das maiores dunkers da história da NBA.
Sua camisa #21 foi aposentada pelos Hawks em 13 de janeiro de 2001. Ele é um dos cinco jogadores cujas camisas foram aposentadas pelos Hawks.

#### Primeiros anos da NBA
Wilkins conquistou seu primeiro campeonato de enterradas no NBA All-Star Weekend em Indianápolis durante a temporada de 1984-85. Ele terminou a temporada com uma média de pontuação de 27,4, sexto lugar na NBA. Ele ficou em segundo lugar nos Hawks em rebotes (6,9) e roubos de bola (135). Pela primeira de duas temporadas consecutivas, ele liderou a NBA em arremessos com 1.891. Depois de ter 0-11 na linha de três pontos na temporada anterior, Wilkins acertou 25 de 81 arremessos de três pontos na temporada de 1984-85. Apesar dos esforços de Wilkins, Atlanta terminou com um recorde de 34-48 e não conseguiu chegar aos playoffs.
Wilkins explodiu no círculo de elite da NBA na temporada de 1985-86, ganhando o título de pontuação da liga com uma média de 30,3 pontos por jogo. Ele foi selecionado para o All-Star pela primeira vez e foi votado para o All-NBA First Team no final da temporada. Atlanta mudou sua sorte de forma dramática, vencendo mais 16 jogos na temporada de 1985-86 para terminar com um recorde de 50-32. Wilkins marcou 57 pontos em um jogo e se classificou entre os líderes do Hawks em rebotes (7,9), roubos de bola (138) e porcentagem de lances livres (0,818). O Atlanta venceu o Detroit Pistons em quatro jogos na primeira rodada dos playoffs, mas eles não conseguiram superar o eventual campeão da NBA, Boston Celtics, perdendo por 4-1 nas semifinais da Conferência Leste. Wilkins teve média de 28,6 pontos nos nove jogos de playoffs.
Depois de jogar como reserva no ano anterior, Wilkins se tornou o primeiro jogador do Atlanta Hawks a ser titular no All-Star da NBA desde Eddie Johnson em 1981. Wilkins terminou o ano em segundo lugar na liga em pontuação (29,0). Ele marcou o 10.000º ponto de sua carreira contra o Chicago Bulls em 16 de abril e foi nomeado para a All-NBA Second Team no final da temporada. Atlanta entrou na temporada com grandes expectativas e totalizaram um recorde da franquia de 57 vitórias. Doc Rivers, Kevin Willis, Tree Rollins e Mike McGee contribuíram na passagem do clube pela primeira rodada dos playoffs da NBA antes de perder nas semifinais da Conferência Leste para o Detroit Pistons. Wilkins teve uma média de 26,8 pontos durante a pós-temporada, o segundo de seis playoffs consecutivos nos quais ele teria uma média de pelo menos 20 pontos.

#### Final de 1980
Na temporada de 1987-88, Wilkins teve a maior média de pontuação de sua carreira e terminou em segundo lugar na corrida de pontuação da NBA. Ele teve uma média de 30,7 pontos, mas Jordan o superou com 35,0. Jordan também derrotou Wilkins no Torneio de Enterradas no NBA All-Star Weekend em Chicago. Wilkins ganhou uma vaga no All-NBA Second Team e se tornou o primeiro jogador dos Hawks a ser eleito Jogador da Semana da NBA por três vezes em uma temporada. Em sua terceira participação consecutiva no All-Star Game, Wilkins marcou 29 pontos em 12 de 22 arremessos, levando o time Leste a uma vitória por 138–133.
Atlanta (50–32) ganhou pelo menos 50 jogos pela terceira temporada consecutiva e avançou para as semifinais da Conferência Leste de 1988, antes de perder para o Boston Celtics em sete jogos.
Durante a temporada de 1988-89, a média de pontuação de Wilkins caiu ligeiramente para 26,2, bom para o sétimo lugar na liga, mas ele foi um All-Star pelo quarto ano consecutivo. Ele ficou em segundo lugar nos Hawks com 117 roubos de bola. Os escritores de basquete o selecionaram para a Terceira Equipe da All-NBA no final da temporada. Atlanta perdeu para o Milwaukee Bucks na primeira rodada dos playoffs com Wilkins tendo uma média de 27,2 pontos.
Wilkins voltou a se destacar na temporada de 1989-90 ao derrotar Kenny Smith do Sacramento Kings em seu segundo título do Torneio de Enterradas. Ele teve média de 26,7 pontos para terminar em quinto lugar na corrida de pontuação da NBA. Ele liderou os Hawks em roubos de bola pela primeira vez desde 1985-86, terminando com 126. No entanto, o Atlanta lutou para chegar a um recorde de 41-41 na última temporada de Mike Fratello como técnico, falhando em chegar aos playoffs apenas pela segunda vez na carreira de Wilkins.

#### Década de 1990
Wilkins teve uma média de 9,0 rebotes, o maior de sua carreira, na temporada de 1990-91, liderando os Hawks nessa categoria pela primeira vez em suas nove temporadas da NBA. Ele também liderou a equipe em pontuação pelo oitavo ano consecutivo, terminando com 25,9 pontos por jogo - o sétimo melhor na NBA. Ele registrou 265 assistências, o recorde de sua carreira, enquanto desenvolvia um chute de três pontos que usaria cada vez mais nos estágios posteriores de sua carreira. Ele fez sua sexta aparição no All-Star Game, marcando 12 pontos na vitória do Leste por 116-114. Ele foi selecionado para a All-NBA Second Team pela terceira vez em sua carreira. Atlanta voltou aos playoffs após um ano de ausência, enfrentando o atual campeão da NBA, Detroit Pistons, na primeira rodada. Os Hawks levou os Pistons para um quinto jogo, mas Detroit derrotou Atlanta por 113-81.
Na temporada de 1991-92, Wilkins rompeu o tendão de Aquiles contra o Philadelphia 76ers em 28 de janeiro de 1992 e não jogou mais na temporada. Durante a temporada, ele marcou o 20.000º ponto de sua carreira, tornando-se apenas o 16º jogador na época a chegar a essa marca. No dia da lesão, Wilkins foi nomeado reserva da Equipe All-Star da Conferência Leste. Sua média de pontuação de 28,1 foi a maior em cinco anos, e os 52 pontos que ele marcou em um jogo na prorrogação dupla em 7 de dezembro contra o New York Knicks foram a maior marca de um jogador naquela temporada.
Na temporada seguinte, Wilkins se recuperou de sua lesão e acabou ganhando o prêmio de Comeback da NBA. Ele teve uma média de 27,7 pontos por jogo no primeiro mês da temporada. Em 8 de dezembro, ele estabeleceu um recorde da NBA de mais lances livres feitos em um jogo sem falhas, acertando 23 lances livres contra o Chicago Bulls. Ele então sofreu um revés quando fraturou o dedo anelar da mão direita em 15 de dezembro, ficando de fora dos 11 jogos seguintes. Ele voltou a ter 29,4 pontos por jogo em janeiro, depois acrescentou 31,5 pontos por jogo em fevereiro. No final da temporada, sua média de pontuação era de 29,9, a segunda maior na liga, atrás de 32,6 de Michael Jordan. Quando Wilkins marcou seu 31º ponto em um jogo de 2 de fevereiro contra o Seattle SuperSonics, ele quebrou o recorde da franquia de Bob Pettit de 20.880 pontos. Ele havia se desenvolvido em uma ameaça de três pontos, acertando 120 de 316 tentativas de longo alcance para quebrar seus recordes anteriores. Mais tarde, ele foi selecionado para a All-NBA Second Team. O Chicago Bulls derrotou os Hawks na primeira rodada dos playoffs por 3-0.

### Los Angeles Clippers e Boston Celtics
Wilkins não mostrou sinais de enfraquecimento em sua 12ª temporada da NBA, mesmo após uma troca tumultuada no meio da temporada. Após 11 anos e meio com o Atlanta Hawks, ele foi negociado com o Los Angeles Clippers em 24 de fevereiro em troca de Danny Manning. Esta ainda é a única vez na história da NBA em que um time em primeiro lugar em sua conferência trocou seu artilheiro após a pausa para o All-Star. Antes da troca, Wilkins teve uma média de 24,4 pontos, 6,2 rebotes e 2,3 assistências para Atlanta, levando a equipe a um recorde de 36-16. No meio da temporada, ele jogou em seu oitavo jogo de All-Star da NBA. A gestão dos Hawks e o novo técnico Lenny Wilkens afirmaram que Manning e suas habilidades ajudariam mais a equipe durante a corrida extensa. No entanto, muitos acreditavam que o dinheiro era o principal motivo da troca. O contrato de Wilkins expirou no final da temporada, e os Hawks não estavam dispostos a firmar um novo contrato de longo prazo com um jogador de quase 35 anos.
Os Hawks perderam nas semifinais da conferência para o Indiana Pacers. Wilkins deixou Atlanta como o maior artilheiro de todos os tempos do time com 23.292 pontos. Em seus últimos 25 jogos da temporada, Wilkins teve uma média de 29,1 pontos e 7,0 rebotes. Em 25 de março, ele voltou a Atlanta com o uniforme dos Clippers e registrou 36 pontos e 10 rebotes. No geral, a média de pontuação de 26,0 de Wilkins ficou em quarto lugar na NBA. Ele concluiu a temporada com 24.019 pontos, ficando em nono lugar na lista de todos os tempos da NBA.
Wilkins se tornou um agente livre após a temporada de 1993-94 e assinou com o Boston Celtics. Logo após a assinatura, ele ajudou o Dream Team II a conquistar a medalha de ouro no Campeonato Mundial de Basquetebol de 1994.

### Panathinaikos: campeão da EuroLeague
Insatisfeito com seu papel em uma equipe de reconstrução dos Celtics, em agosto de 1995, Wilkins assinou um contrato de dois anos no valor de US $ 7 milhões com o Panathinaikos da Liga Grega, que significava uma soma líquida de US $ 3,5 milhões por ano em salário. O clube também lhe forneceu uma villa de mármore de quatro andares de sua escolha, dois carros e até pagou seus impostos.
Jogando ao lado de Panagiotis Giannakis, Wilkins, de 35 anos, começou a temporada de forma lenta, sendo frequentemente alvo do disciplinador e defensivo técnico Božidar Maljković, que chegou a ser multado em US $ 50.000 pelo clube por fazer muitas viagens pessoais de volta aos Estados Unidos durante a temporada e por reclamar de ter sido tratado "como um cachorro" pelo técnico Maljković.
No entanto, Wilkins logo conseguiu se adaptar e prosperar no jogo europeu, tendo médias de 20,1 pontos, 7,4 rebotes e 1,8 assistências em 17 jogos disputados pelo Panathinaikos na temporada de 1995-96 da EuroLeague, ajudando-os a ganhar o título. Durante a EuroLeague Final Four de 1996, disputada em sua cidade natal, Paris, Wilkins fez 35 pontos e 8 rebotes na semifinal contra o CSKA, e um duplo duplo, com 16 pontos e 10 rebotes contra o Barcelona na final. Suas performances lhe renderam o Prêmio de MVP do Final Four. Ele também venceu a Copa da Grécia com o Panathinaikos e foi nomeado o MVP da Final. No entanto, ele não conseguiu vencer a Liga Grega, perdendo nas finais para o arquirrival Olympiacos por 3-2. Na Liga Grega, ele teve média de 21,0 pontos, 8,0 rebotes e 1,7 assistências e 32,0 minutos por jogo em 30 jogos disputados.

### San Antonio, Bolonha e Orlando
Ele voltou para a NBA antes da temporada de 1996-97, assinando um contrato como agente livre com o San Antonio Spurs. Wilkins liderou a equipe com uma média de 18,2 pontos por jogo. Ele seria o último jogador dos Spurs a usar o # 21 antes de Tim Duncan.
No entanto, após uma temporada, Wilkins mais uma vez foi para o exterior, desta vez assinando um contrato com o Fortitudo Bologna da Liga Italiana, para a temporada de 1997-98. Com o Bologna, ele teve médias de 17,8 pontos, 7,3 rebotes e 1,7 assistências em 34 jogos disputados na Liga Italiana. Com o Bologna, ele também teve médias de 17,9 pontos, 7,0 rebotes e 1,7 assistências em 20 jogos disputados na EuroLeague.
Wilkins jogou sua última temporada na NBA, durante a temporada de 1998-99, ao lado de seu irmão Gerald Wilkins, com o Orlando Magic. Em 27 jogos, ele obteve em média 5,0 pontos e 2,6 rebotes.

## Vida posterior

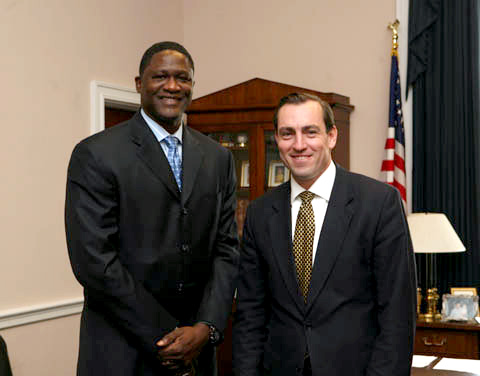
Wilkins com Vito Fossella em 2008

Desde 2004, Wilkins atua como vice-presidente de basquete dos Hawks. Ele trabalha em uma variedade de funções de gerenciamento nas áreas de basquete e negócios da franquia. Wilkins é responsável por aconselhar a equipe de gerenciamento sênior dos Hawks em questões relacionadas ao basquete e é um embaixador da boa vontade da comunidade. Wilkins também atua como analista dos jogos Hawks no FSN South, emparelhando-se com o locutor Bob Rathbun.
Em 2009, Wilkins participou do McDonald's All-Star Celebrity Game durante o NBA All-Star Weekend e no NBA Asia Challenge de 2009 contra uma equipe All-Stars da Philippine Basketball Association. Ele marcou 28 pontos em 20 minutos de jogo.
Em 2010, Wilkins assinou um acordo de parceria com a empresa de fitness 24 Hour Fitness para desenvolver a Dominique Wilkins Basketball Academy. A academia conduzia treinamento particular, acampamentos e clínicas nas instalações em Pearl City, Havaí.
De acordo com a ESPN, Wilkins foi atacado pelo ex-árbitro da NBA, Rashan Michel, depois de um jogo Hawks-Magic em 2011 na Philips Arena em Atlanta. Michel alegou que Wilkins lhe devia dinheiro por um terno. Depois, de acordo com a polícia, Michel atacou Wilkins com um soco no peito.
Recentemente, Wilkins lançou o primeiro de seus vinhos de marca própria sob o rótulo Wilkins Private Reserve. Ele se interessou por vinhos enquanto jogava profissionalmente na Itália no final de sua carreira e possuir uma marca própria era um de seus objetivos de longo prazo.
Em março de 2014, Wilkins, cujo pai e avô morreram de complicações diabéticas, filmou um comercial para a Victoza da Novo Nordisk citando seu compromisso de aumentar a conscientização sobre o diabetes na comunidade com ênfase na nutrição infantil.
Em 6 de março de 2015, o Atlanta Hawks inaugurou uma estátua de Wilkins que fica em frente à Philips Arena.

## Estatísticas

### NBA

#### Temporada regular
| Ano      | Equipe        | PJ   | PT  | MPJ  | AP   | 3P   | LL   | RT  | AS  | BR  | TO  | PPJ   |
| -------- | ------------- | ---- | --- | ---- | ---- | ---- | ---- | --- | --- | --- | --- | ----- |
| 1982–83  | Atlanta       | 82*  | 82* | 32.9 | .493 | .182 | .682 | 5.8 | 1.6 | 1.0 | .8  | 17.5  |
| 1983–84  | Atlanta       | 81   | 81  | 36.6 | .479 | .000 | .770 | 7.2 | 1.6 | 1.4 | 1.1 | 21.6  |
| 1984–85  | Atlanta       | 81   | 81  | 37.3 | .451 | .309 | .806 | 6.9 | 2.5 | 1.7 | .7  | 27.4  |
| 1985–86  | Atlanta       | 78   | 78  | 39.1 | .468 | .186 | .818 | 7.8 | 2.6 | 1.8 | .6  | 30.3* |
| 1986–87  | Atlanta       | 79   | 79  | 37.6 | .463 | .292 | .818 | 6.3 | 3.3 | 1.5 | .6  | 29.0  |
| 1987–88  | Atlanta       | 78   | 76  | 37.8 | .464 | .295 | .826 | 6.4 | 2.9 | 1.3 | .6  | 30.7  |
| 1988–89  | Atlanta       | 80   | 80  | 37.5 | .464 | .276 | .844 | 6.9 | 2.6 | 1.5 | .7  | 26.2  |
| 1989–90  | Atlanta       | 80   | 79  | 36.1 | .484 | .322 | .807 | 6.5 | 2.5 | 1.6 | .6  | 26.7  |
| 1990–91  | Atlanta       | 81   | 81  | 38.0 | .470 | .341 | .829 | 9.0 | 3.3 | 1.5 | .8  | 25.9  |
| 1991–92  | Atlanta       | 42   | 42  | 38.1 | .464 | .289 | .835 | 7.0 | 3.8 | 1.2 | .6  | 28.1  |
| 1992–93  | Atlanta       | 71   | 70  | 37.3 | .468 | .380 | .828 | 6.8 | 3.2 | 1.0 | .4  | 29.9  |
| 1993–94  | Atlanta       | 49   | 49  | 34.4 | .432 | .308 | .854 | 6.2 | 2.3 | 1.3 | .4  | 24.4  |
| 1993–94  | L.A. Clippers | 25   | 25  | 37.9 | .453 | .247 | .835 | 7.0 | 2.2 | 1.2 | .3  | 29.1  |
| 1994–95  | Boston        | 77   | 64  | 31.5 | .424 | .388 | .782 | 5.2 | 2.2 | .8  | .2  | 17.8  |
| 1996–97  | San Antonio   | 63   | 26  | 30.9 | .417 | .293 | .803 | 6.4 | 1.9 | .6  | .5  | 18.2  |
| 1998–99  | Orlando       | 27   | 2   | 9.3  | .379 | .263 | .690 | 2.6 | .6  | .1  | .0  | 5.1   |
| Carreira | Carreira      | 1074 | 995 | 35.5 | .461 | .319 | .811 | 6.7 | 2.5 | 1.3 | .6  | 24.8  |
| All-Star | All-Star      | 8    | 3   | 22.7 | .400 | .250 | .737 | 3.8 | 2.1 | .8  | .5  | 15.1  |

#### Playoffs
| Ano      | Equipe   | PJ | PT | MPJ  | AP   | 3P    | LL   | RT   | AS  | BR  | TO  | PPJ  |
| -------- | -------- | -- | -- | ---- | ---- | ----- | ---- | ---- | --- | --- | --- | ---- |
| 1983     | Atlanta  | 3  | 3  | 36.3 | .405 | 1.000 | .857 | 5.0  | .3  | .7  | .3  | 15.7 |
| 1984     | Atlanta  | 5  | 5  | 34.4 | .417 | .000  | .839 | 8.2  | 2.2 | 2.4 | .2  | 19.2 |
| 1986     | Atlanta  | 9  | 9  | 40.0 | .433 | .439  | .861 | 6.0  | 2.8 | 1.0 | .2  | 28.6 |
| 1987     | Atlanta  | 9  | 9  | 40.0 | .410 | .415  | .892 | 7.8  | 2.8 | 1.8 | .9  | 26.8 |
| 1988     | Atlanta  | 12 | 12 | 39.4 | .457 | .222  | .768 | 6.4  | 2.8 | 1.3 | .5  | 31.2 |
| 1989     | Atlanta  | 5  | 5  | 42.4 | .448 | .294  | .711 | 5.4  | 3.4 | .8  | 1.6 | 27.2 |
| 1991     | Atlanta  | 5  | 5  | 39.0 | .372 | .133  | .914 | 6.4  | 2.6 | 1.8 | 1.0 | 20.8 |
| 1993     | Atlanta  | 3  | 3  | 37.7 | .427 | .250  | .767 | 5.3  | 3.0 | 1.0 | .3  | 30.0 |
| 1995     | Boston   | 4  | 4  | 37.5 | .426 | .471  | .889 | 10.8 | 2.0 | .5  | .8  | 19.0 |
| 1999     | Orlando  | 1  | 0  | 3.0  | .500 | .000  | .000 | .0   | .0  | .0  | .0  | 2.0  |
| Carreira | Carreira | 56 | 55 | 39.6 | .429 | .281  | .824 | 6.7  | 2.6 | 1.3 | .6  | 25.4 |

### Euroleague
| Ano     | Equipe            | PJ | PT | MPJ  | AP   | 3P   | LL   | RT  | AS  | BR  | TO  | PPJ  |
| ------- | ----------------- | -- | -- | ---- | ---- | ---- | ---- | --- | --- | --- | --- | ---- |
| 1995–96 | Panathinaikos     | 17 | 17 | 33.2 | .446 | .322 | .825 | 7.4 | 1.8 | 0.5 | 0.0 | 20.1 |
| 1997–98 | Fortitudo Bologna | 20 | 20 | 33.8 | .455 | .293 | .725 | 7.0 | 1.7 | 1.5 | 0.0 | 17.9 |

Fonte:

## Prêmios e conquistas
- Campeão de pontuação da NBA de 1985-86 (30,3 ppg)
- Campeão do NBA All-Star Slam Dunk: 1985, 1990.
- Equipe All-Rookie da NBA: 1983.
- All-NBA First Team: 1986.
- All-NBA Second Team: 1987–88, 1991, 1993.
- All-NBA Third Team: 1989, 1994.
- Nove vezes NBA All-Star: 1986–94.
- Naismith Memorial Basketball Hall of Fame (2006).
- Campeão da EuroLeague: 1996
- Vencedor da Taça da Grécia: 1996
- Vencedor da Copa da Itália: 1998